# Mai hoàng yến
Mai hoàng yến hay dây Kim đồng, hoa ghen (danh pháp khoa học: Tristellateia australasiae) là một loài thực vật có hoa trong họ Malpighiaceae. Loài này được A. Rich. mô tả khoa học đầu tiên năm 1834.

## Hình ảnh

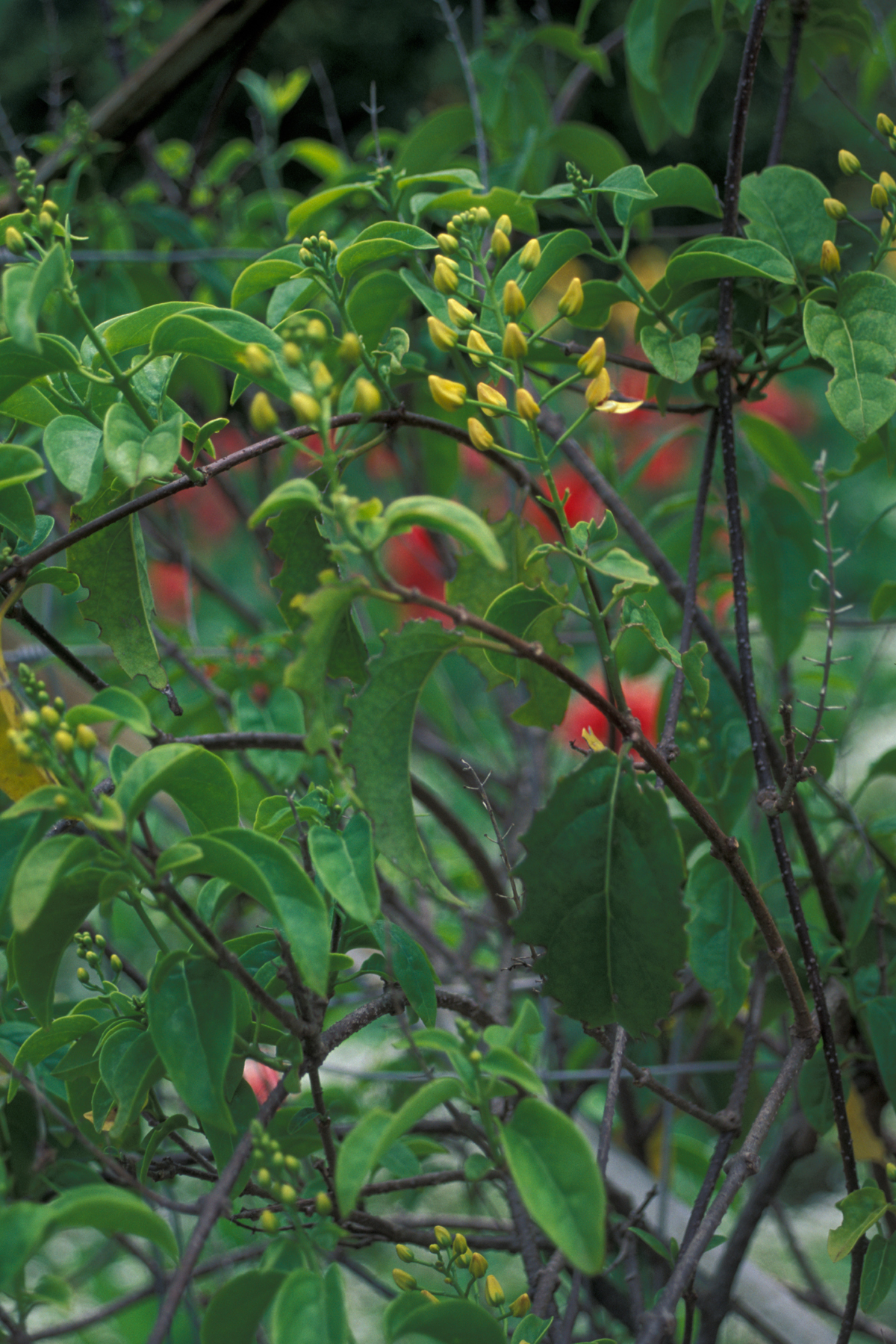
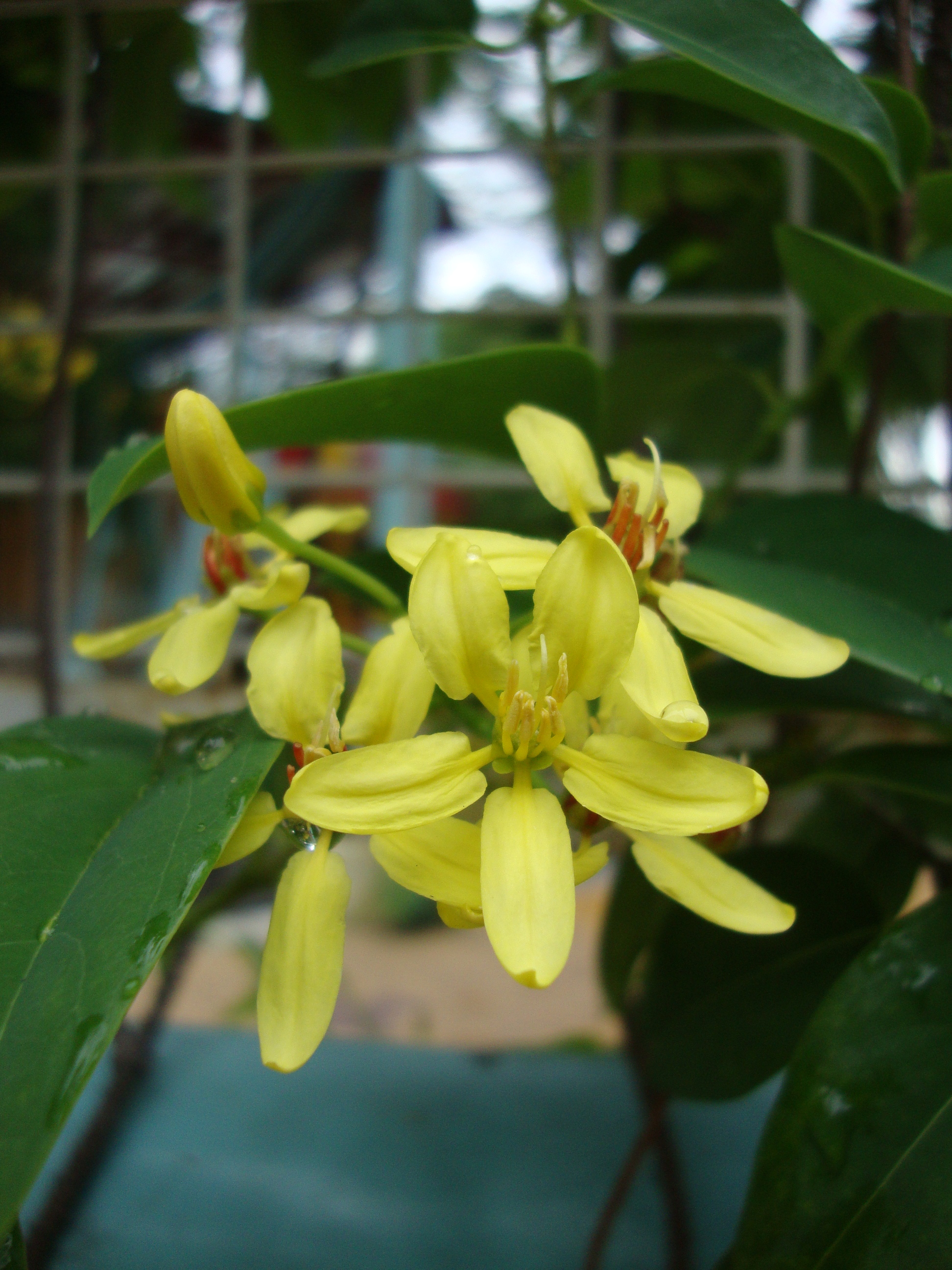
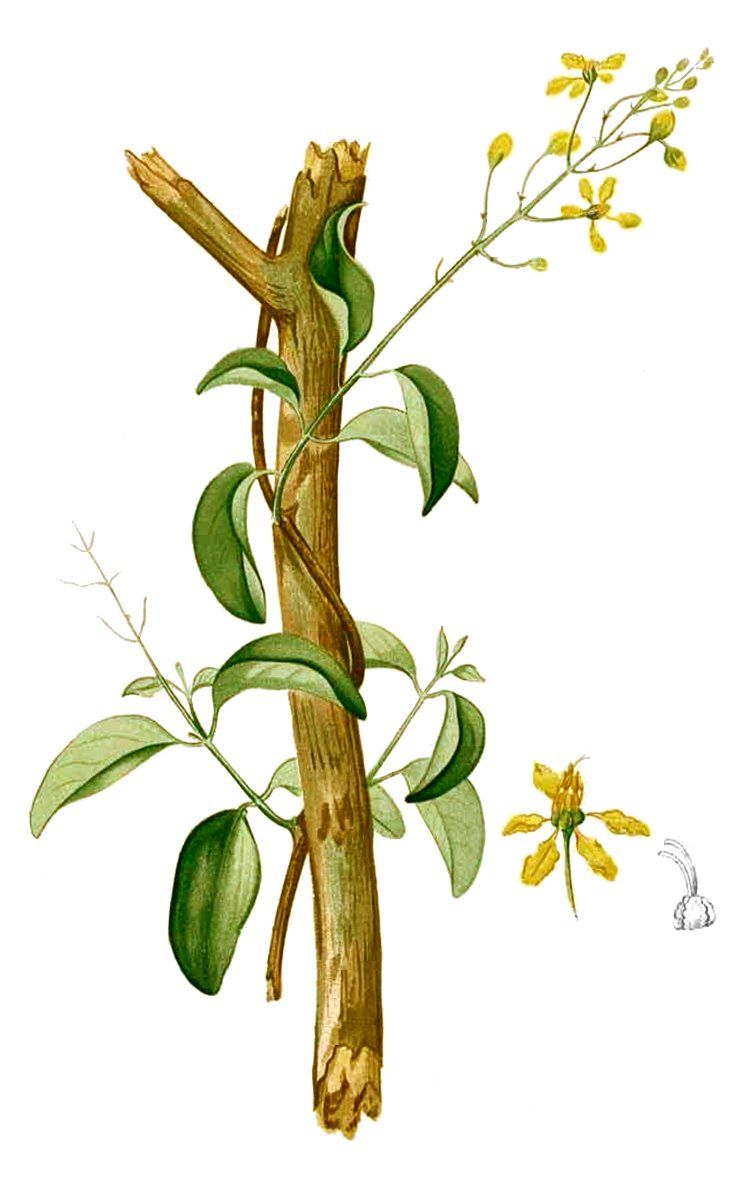
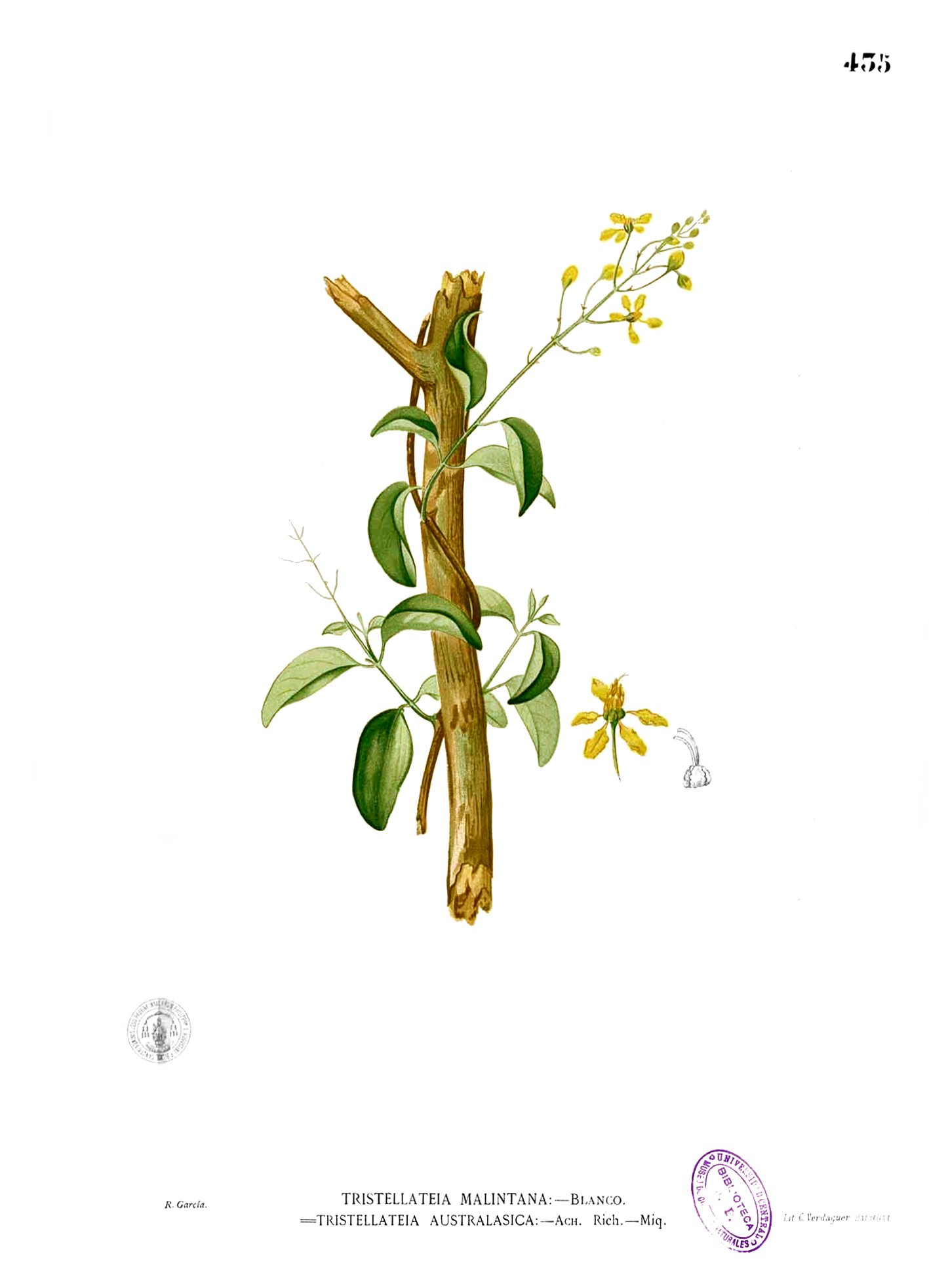